# Okręg wyborczy Wallsend
Okręg wyborczy Wallsend powstał w 1918 r. i wysyłał do brytyjskiej Izby Gmin jednego deputowanego. Okręg był zlokalizowany wokół miasta Wallsend na północnym brzegu rzeki Tyne. Okręg został zniesiony w 1997 r.

## Deputowani do brytyjskiej Izby Gmin z okręgu Wallsend
- 1918–1922: Matthew Simm, Partia Narodowo-Demokratyczna
- 1922–1926: Patrick Hastings, Partia Pracy
- 1926–1931: Margaret Bondfield, Partia Pracy
- 1931–1945: Irene Ward, Partia Konserwatywna
- 1945–1964: John McKay, Partia Pracy
- 1964–1992: Ted Garrett, Partia Pracy
- 1992–1997: Stephen Byers, Partia Pracy